# 李公乐 (1962年)
李公乐（1962年3月—），男，汉族，河南濮阳人，中华人民共和国政治人物。河南农学院畜牧兽医系毕业。

## 生平
1978年9月，进入河南农学院畜牧兽医系学习。1982年8月毕业并参加工作，1983年12月加入中国共产党，同年，任濮阳县白罡乡经联社副主任。1985年2月，任白罡乡乡长。1987年7月，任中共白罡乡党委书记。1992年6月，任中国共青团濮阳市委副书记。1994年6月，任团濮阳市委书记。
1996年12月，任台前县县长(1999年4-1999年7河南省委党校第14期县委书记、县长班学习)。2001年3月，任中共台前县委书记(2002年2-2002年7河南省委党校第30期中青班学习)。2004年3月，任新乡市副市长。2006年12月，任中共新乡市委政法委书记。
2008年9月，任中共郑州市委常委。2008年10月，兼任中共巩义市委书记。2011年8月，任郑州新区管委会主任。2011年10月，任郑州市副市长兼郑州新区管委会主任。2013年6月，任中共郑州市委常委兼郑东新区管委会主任、党工委书记。
2014年4月，李公乐离开郑州，来到商丘，出任中共商丘市委副书记，商丘市市长。2016年5月，转任中共安阳市委书记。
2021年1月21日，当选河南省第十三届人民代表大会常务委员会副主任。并于2021年7月卸任安阳市委书记职务。2021年11月，兼任河南省总工会主席。